# Anacanthobatis
Genre
Anacanthobatis est un genre de raies de la famille des Anacanthobatidae.

## Liste des espèces
- Anacanthobatis americanus Bigelow et Schroeder, 1962
- Anacanthobatis borneensis Chan, 1965
- Anacanthobatis donghaiensis (Deng, Xiong et Zhan, 1983)
- Anacanthobatis folirostris (Bigelow et Schroeder, 1951)
- Anacanthobatis longirostris Bigelow et Schroeder, 1962
- Anacanthobatis marmoratus von Bonde et Swart, 1923
- Anacanthobatis melanosoma (Chan, 1965)
- Anacanthobatis nanhaiensis (Meng et Li, in Chu, Meng, Hu et Li, 1981)
- Anacanthobatis ori (Wallace, 1967)
- Anacanthobatis stenosomus (Li et Hu in Chu, Meng, Hu et Li, 1982)